# Şewkiy Bektóre
Şewkiy Bektóre (în limba tătară crimeeană se poate ortografia și Şewkîy Bektóre, Şewqîy Bektóre, شَوْكِی بَكْتُرَ, شَوْقِی بَكْتُرَ sau Шевкъий Бекторе, în limba turcă: Şevki Bektöre, iar în limba engleză se întâlnește de cele mai multe ori transcris sub forma: Shewkiy Bektore sau Shevki Bektore; n. 1888, Kawlaklar, Constanța, Regatul României – d. 18 decembrie 1961, Istanbul, Turcia) a fost un important poet, publicist, profesor și erudit tătar crimeean de origine dobrogeană care a militat pentru educație și pentru cauza etniei tătare. Este autorul primului alfabet arab adaptat la specificul sistemului fonetic tătăresc și al manualelor de limba tătară și turkmenă. Și-a desfășurat activitatea în Crimeea, Daghestan, Karaciai-Cerchezia, Azerbaidjan și Turkmenistan și a fost nevoit să își petreacă o mare parte din viață în gulagurile lui Iosif Stalin din Asia Centrală și Siberia.

## Biografie
Şewkiy s-a născut în 1888 în satul Kawlaklar, azi Plopeni, situat în Dobrogea la vest de Mangalia. La acea vreme regiunea făcea parte din Regatul României, însă între 1420 și 1878 aparținuse Imperiului Otoman. Părinții lui erau fermieri înstăriți originari din Crimeea. Războiul Ruso-Turc (1768–1774) și Războiul Ruso-Austro-Turc (1787–1792) au dus la anexarea Crimeei de către Rusia determinând valuri succesive de tătari ca la sfârșitul sec. XVIII și în prima jumătate a sec. XIX să își abandoneze proprietățile căutând refugiu în Imperiul Otoman. Unii dintre ei, printre care și părinții lui Şewkiy, se stabilesc în Dobrogea alături de tătarii autohtoni. Însă Războiul Ruso-Turc (1877–1878) se încheie cu o nouă victorie a Rusiei care anexează Dobrogea de Nord și o oferă României. Când Şewkiy este în vârstă de vreo 6 ani, tatăl său, care era și învățătorul și conducătorul localității, convige o mare parte din consăteni să se mute în Imperiul Otoman. Se stabilesc în Anatolia Centrală, lângă orașul Polatlı aflat la 80 km vest de Ankara pe drumul spre Eskişehir și numesc noua așezare Karakaya.
Şewkiy urmează școala primară în Karakaya și pe cea secundară în orășelul Haymana din apropiere. La vârsta de 17 ani își începe studiile la Universitatea din Istanbul unde întâlnește alți tineri de ascendență tătară crimeeană și activează în cadrul Asociației Studenților Crimeeni din Istanbul.
În 1909 călătorește pentru întâia oară în Crimeea, care era parte a Rusiei, unde încearcă să refacă legătura cu rudele familiei și desfășoară o serie de studii folclorice și etnografice.
În 1912 participă la Primul Război Balcanic.
În 1914, când izbucnește Primul Război Mondial și Turcia se află din nou pe picior de război cu Rusia, Şewkiy e învățător în Crimeea. Se salvează refugiindu-se în Turcia prin Azerbaidjan și Iran.
La începutul lui 1918 Şewkiy se găsește în Istanbul unde îndeplinește funcția de secretar general al Asociației Junilor Vrednici formată din tineri turci de origine crimeeană. În martie, la sfârșitul războiului, călătorește pe mare la Sevastopol și Kefe (Caffa sau Feodosia) cu o delegație trimisă de Crucea Roșie având misiunea unui schimb de prizonieri. Acolo află lucruri absolut necunoscute în afara Crimeei înțelegând haosul produs de Revoluția Bolșevică. Tot atunci află că în decembrie 1917 tătarii și-au declarat independența refuzând să recunoască legitimitatea bolșevicilor care apoi, pe 23 februarie 1918, l-au executat și l-au aruncat în mare pe poetul Numan Çelebíğihan, președintele Republicii Crimeea. Ğafer Siydamet, care deținea portofoliul  Externelor și al Apărării, reușise să își salveze viața fugind în Turcia prin Caucaz.
În același an Şewkiy Bektóre, Ğafer Siydamet și un mic grup de patrioți tătari din Istanbul călătoresc în Crimeea la bordul unei nave de război unde se alătură luptei pentru independență. Şewkiy devine membru al Comitetului Național pentru Educație din Crimeea. Până la sfârșitul anului reușește să recruteze din Turcia și să revină în peninsulă cu un grup de peste 50 de profesori. De data aceasta o are alături și pe Hamide, tânara soție care îl susține.
Şewkiy și Hamide se stabilesc în satul Kurî Ózen de lângă Alușta, la 50 km nord-est de Ialta. Satul nu are școală iar Şewkiy își propune să o înființeze. În Kurî Ózen înființează și distribuie revista Şar-şur pe care o scrie de mână. Aici scrie și o seamă de versuri patriotice. Îi învață pe copii să recite poeziile sale patriotice printre care Tatarlîgîm (Tătărimea mea), Hakkîm íşún (Pentru dreptul meu) și Ayt, Şatîrtaw ( Hai, spune, Munte Neumblat!).

Hai, spune, Munte Neumblat!

Hai, spune, Munte Neumblat, ce cazne treci?

Tu ești străjer acestei lumi, tu ne petreci.

Te-ai cățărat până la cer, până la nori, 

Cunoști de mult plaiul rămas fără feciori.

Mult ai trăit, multe-ai văzut, ai pătimit,

Ești martor mut de pe când timpul s-a stârnit.

Prin ce-ai trecut în lung răstimp, ce chinuri reci,

Ce-albite stânci pot să întreb și ce poteci?

Cu lemnul din pădurea ta dulce cămin

Cine sunt primii ce-au durat, cine-i străin?

E lacrimă pe creasta ta fumul cețos

Ce vara-iarna este trist și burnițos?

Uite-ai albit de-a binelea, ai cărunțit.

Câte mâhniri ai suferit, câte-ai pățit?

Ce nori umbresc inima ta într-un suspin,

Ce mâini au șters norocul din al tău destin?

Cine tăind codrul fălos te-a dezfrunzit?

Cine gonind lupii hoinari i-a încolțit?

Îți arde sufletul cumva? Că-ți iese fum…

Nu ai o dragă-n cerul larg nici pân-acum?

Născută-n zori s-a aciuat pe creasta ta

La loc umbros se odihnea, se răsfăța…

Vom dovedi tristețea rea, ia un răgaz,

Strânge la piept poporul meu plin de necaz! 

În 1920 publică în Ak-Mesğit (Simferopol) prima colecție de poezie, Ergenekon. Pentru publicarea cărții folosește o presă veche dintr-o clădire abandonată. Găsește un bătrân zețar și îl convinge să îl ajute să repare utilajul. Distribuie întreaga ediție de unul singur, mergând din sat în sat. La fel procedează cu colecțiile următoare așa încât într-un final poeziile și articolele sale ajung să fie cunoscute în toată țara.
În noiembrie 1920 bolșevicii preiau controlul asupra Crimeei și pe 18 octombrie 1921 se  înființează Republica Autonomă Sovietică Socialistă Crimeea care este apoi anexată la Republica Sovietică Federativă Socialistă Rusă.
În timpul foametei din anii 1920-1921 Bektóre e profesor în satul Totay-Kóy din Crimeea.
În 1924, de teama determinării cu care autoritățile sovietice lichidează orice ambiție națională, pleacă în Daghestan la catedra de limbi a Institutului Pedagogic din orașul Temir-Kaan-Șura,  azi Buynaksk.
În 1926 face parte din delegația care reprezintă Daghestanul la Congresul Turcologilor din Întreaga Uniune de la Baku unde se stabilește înlocuirea alfabetului arab cu cel latin în toate teritoriile turcice. Se discută și despre adoptarea unei gramatici comune în Republicile Sovietice turcice.
Pentru o scurtă perioadă de timp este profesor în orașul Batalpașa din Republica Karaciai-Cerchezia. În 1927 se restabilește în Așgabat, capitala Turkmenistanului, unde predă la Școala Profesorilor Turkmeni.
Pe 25 martie 1932 este arestat de către Administrația Politică de Stat sau GPU a NKVD, precursoarea KGB, fiind acuzat de acțiuni naționaliste în cadrul unei organizații secrete turkmene. Este condamnat la 10 ani de muncă forțată și trimis în lagărele agricole din Uzbekistan, mai întâi întâi în Zarafșan și apoi în Zengi-Ata de lângă Tașkent. Sperând să își regăsească familia după eliberarea din 1943, o convinge pe Hamide, care se stabilise în Tașkent, să ia cei trei copii și să se refugieze la rudele din Istanbul. Însă eliberarea se produce mult mai târziu, după încheierea războiului, în 1948. Atunci începe să scrie autorităților solicitând un pașaport, dar pe 17 decembrie 1948 este arestat din nou și exilat pe viață în Siberia la Bolșaya Murta, pe fluviul Enisei, la nord de Krasnoiarsk. Aici lucrează mai întâi ca paznic la o cooperativă de  cărămizi după care paște vite și cai și împletește coșuri.
La câțiva ani după moartea lui Stalin din 1953, este eliberat de Nikita Hrușciov și în octombrie 1956, la capătul a 24 de ani de închisoare și exil, ajunge în Turcia unde își regăsește familia care de foarte mult timp îl credea mort.
În 1960 este ales președintele Centrului Național Crimeean din Turcia.
Bektóre moare pe 18 decembrie 1961 la Istanbul. Se odihnește în afara zidurilor vechii cetăți Constantinopole, lângă poarta Adrianopole. Saadet Bektóre care i-a ascultat și înregistrat memoriile, le publică în 1965 sub titlul Roșie Volga curgea.

## Scrieri
| 1917      | Poemul de debut Şilem în revista Türk yurdu, Turcia                 |
| 1918-1919 | Revista Şar-şur. Kurî Ózen, Crimeea                                 |
| 1920      | Ergenekon (colecție lirică). Ak-Mesğit (Simferopol), Crimeea        |
| 1923      | Tatarğa sarf we nahib (Gramatica limbii tătare). Totay-Kóy, Crimeea |
| 1925      | Tatar elfibesi (Alfabetul tătar). Ak-Mesğit (Simferopol), Crimea    |
| 1927      | Türkmen Dili (Limba turkmenă). Așgabat, Turkmenistan                |